# China del Sur (continente)

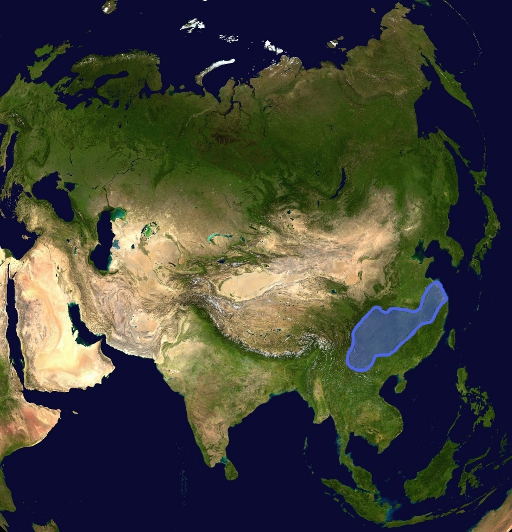
Emplazamiento del cratón Yangtze

El continente de China del Sur, también conocido como cratón de China del Sur o cratón Yangtze, fue un antiguo continente (por su tamaño, podemos decir que un microcontinente) que actualmente constituye el cratón del sur y sudeste de China, Indochina y partes de Asia Sudoriental (es decir, Borneo y las islas adyacentes). 
El supercontinente de Rodinia se formó hace alrededor de mil millones de años durante el Neoproterozoico. China del Sur formaba parte de este supercontinente y estaba limitada por el océano Mirovia al norte, Siberia al este, Australia al oeste y Laurentia al sur. Hace 750 millones de años, Rodinia se fragmentó y China del Sur se convirtió en un continente aislado. Un centenar de millones de años más tarde, los fragmentos continentales se reunieron de nuevo para formar el supercontinente de Pannotia. China del Sur chocó con China del Norte y Gondwana (principalmente Australia). Cuando Pannotia se desintegró hace 550 millones de años, China del Sur y China del Norte se mantuvieron al este de Gondwana durante millones de años. 
A finales del Silúrico, los microcontinentes de China del Sur y China del Norte se desgajaron de Gondwana y se desplazaron a través del océano Proto-Tetis, que se fue cerrando a su paso. Un nuevo océano se formó en su extremo sur, el océano Paleo-Tetis. En el Carbonífero (hace 300 millones de años), mientras que China del Norte colisionó con Siberia y Kazajistán, cerrando completamente el océano Proto-Tetis, China del Sur continuó siendo un continente independiente. Durante gran parte del Pérmico, China del Sur se mantuvo en las latitudes tropicales. 
Mientras que la mayoría de los licopodios gigantes del Carbonífero desaparecían en Pangea, todavía proliferaban en China del Sur, ya que ésta continuaba aislada. Cimmeria, un microcontinente que constaba de lo actualmente es Tíbet, Irán, Turquía y partes del sudeste de Asia, se fragmentó de Gondwana (del mismo modo que anteriormente lo hicieron China del Norte y China del Sur y se dirigió hacia Laurasia. El océano Paleo-Tetis comenzó a disminuir, mientras que el nuevo océano Tetis se ampliaba. 
En el Triásico Medio, la parte oriental de Cimmeria colisionó con China del Sur, y juntos se trasladaron al norte, hacia Laurasia. En el Jurásico Inferior, China del Sur colisionó con China del Norte, formando la China que conocemos hoy. Desde entonces, China del Norte y del Sur han permanecido juntas. Gran parte de China del Sur se convirtió en una cadena montañosa debido a la colisión de la India con Cimmeria durante el Cenozoico.